# Benjamin Huger
Benjamin Huger  (22 de noviembre de 1805 - 7 de diciembre de 1877) fue un oficial regular en el Ejército de los Estados Unidos, quien sirvió con distinción como jefe de artillería en la guerra México-Americana y en la guerra civil estadounidense, como un general confederado. Se rindió notablemente en Roanoke Island y luego en los astilleros de Norfolk, Virginia, lo que atrajo críticas por permitir que se capturara equipo valioso. En Seven Pines, fue culpado por el general James Longstreet por impedir el ataque confederado, y fue transferido a un puesto administrativo después de una actuación mediocre en las batallas de los Siete Días.

## Primeros años y carrera en el Ejército de los EE. UU.
Huger nació en 1805 en Charleston, Carolina del Sur. Fue hijo de Francis Kinloch Huger y su esposa Harriet Lucas Pinckney, convirtiéndolo en nieto del general de división Thomas Pinckney. Su abuelo paterno, también llamado Benjamin Huger, fue un patriota de la Revolución Americana, muerto en Charleston durante la ocupación británica.
En 1821 Huger ingresó a la Academia Militar de los Estados Unidos en West Point y se graduó cuatro años más tarde, ocupando el octavo lugar entre 37 cadetes. El 1 de julio de 1825, fue comisionado como teniente segundo y luego ascendido a teniente segundo en el 3.º de Artillería de los Estados Unidos en esa misma fecha. Sirvió como ingeniero topográfico hasta 1828, cuando se tomó una licencia del ejército para visitar Europa de 1828 a 1830. De 1832 a 1839, Huger comandó el arsenal de Fort Monroe en Hampton, Virginia.
El 7 de febrero de 1831, Huger se casó con una prima llamada Elizabeth Celestine Pinckney. Tendrían cinco hijos juntos: Benjamin, Eustis, Francis, Thomas Pinckney y Celestine Pinckney. Uno de sus hijos, Francis (Frank) Kinloch Huger, también asistió a West Point y se graduó en 1860. El 30 de mayo de 1832, Huger fue transferido al departamento de artillería del ejército con el rango de capitán; pasaría el resto de su vida en esa rama castrense. De 1839 a 1846 sirvió como miembro de la Junta de Arsenales del Ejército de los Estados Unidos, y de 1840 a 1841 estuvo en servicio oficial en Europa Huger volvió a comandar el Arsenal de Fort Monroe de 1841 a 1846, hasta que comenzaron las hostilidades con México.

## Guerra con México

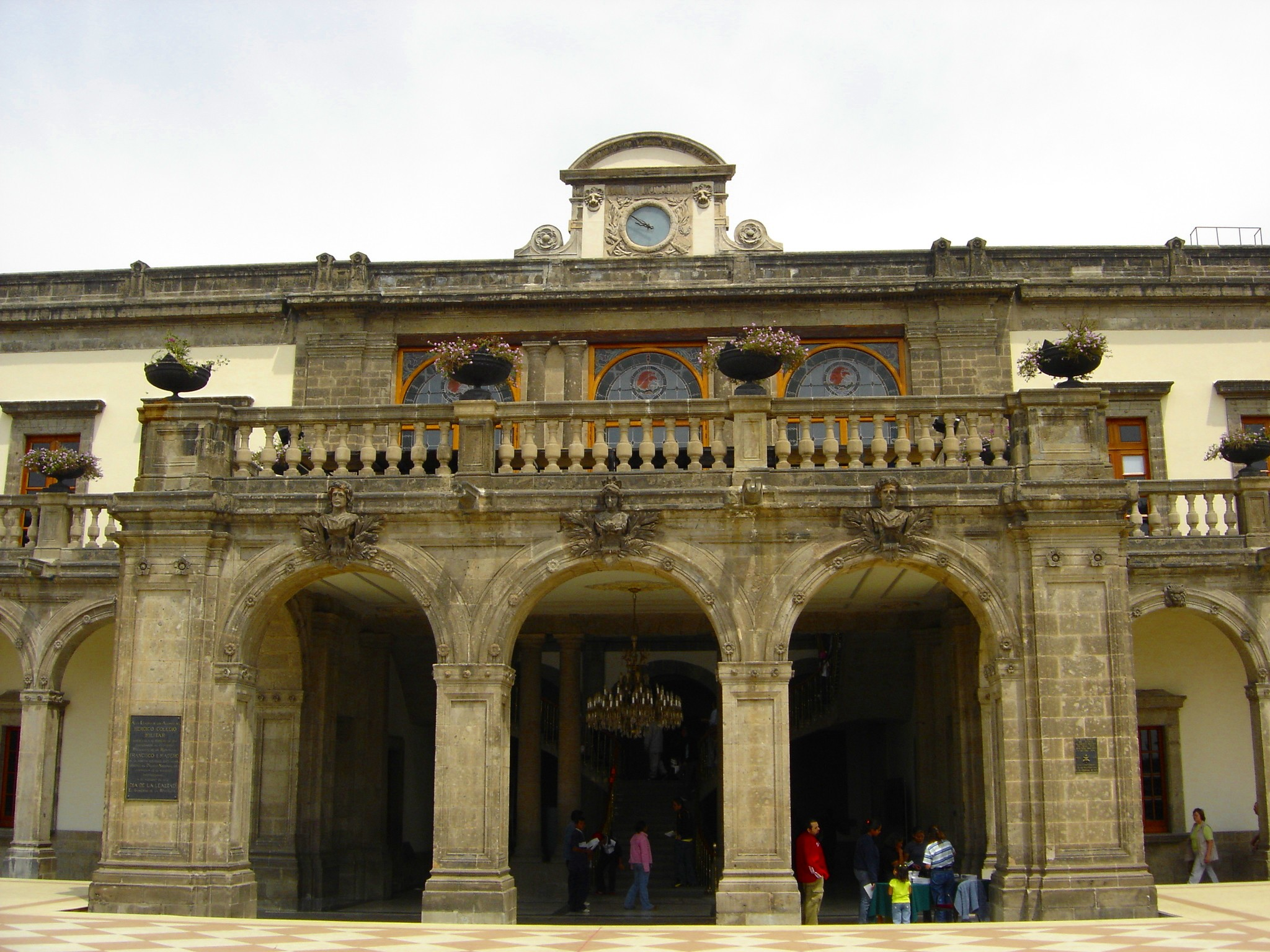
Vista del oeste de Chapultepec en 2006; Huger estaba en la fuerza que asaltó el castillo en septiembre de 1847.

Huger luchó notablemente en 1846-48 durante la Guerra México-Americana, sirviendo como jefe de artillería en el personal del general de división Winfield Scott durante el conflicto. Huger tuvo el mando del tren de asedio durante el sitio de Veracruz, del 9 al 29 de marzo de 1847. Fue nombrado para el grado de brevet mayor por su actuación en Veracruz el 29 de marzo, y para teniente coronel por la batalla de Molino del Rey el 8 de septiembre. Huger fue nombrado coronel brevet cinco días más tarde por  "conducta valiente y meritoria" durante la toma de Chapultepec.
A su regreso de México, Huger fue nombrado miembro de una junta que creó un sistema de instrucción para enseñar principios de artillería en el Ejército de los Estados Unidos. De 1848 a 1951 comandó de nuevo el arsenal de Fort Monroe, y luego dirigió el arsenal de Harpers Ferry hasta 1854. Durante 1852 su estado de residencia le regaló una espada, conmemorando el largo y distinguido servicio de Huger a Carolina del Sur. De 1854-60, comandó el arsenal ubicado en Pikesville en el condado de Baltimore, Maryland, durante el cual fue ascendido a mayor a partir del 15 de febrero de 1855. Huger fue enviado a la Guerra de Crimea como observador oficial extranjero en 1856. A partir de 1860, Huger comandó el arsenal de Charleston, manteniendo el cargo hasta su renuncia en la primavera de 1861.

## Servicio en la guerra civil estadounidense
A pesar de la secesión de su estado natal en diciembre de 1860, Huger permaneció en el Ejército de los Estados Unidos hasta después de la batalla de Fort Sumter, renunciando el 22 de abril de 1861. Justo antes de la batalla, Huger viajó al fuerte y consultó con su comandante, el mayor Robert Anderson, para determinar su posición. Aunque Anderson también nació en el sur, ya había elegido seguir la causa de la Unión, y Huger se marchó cuando "sus discusiones llegaron a nada".
Huger fue comisionado como teniente coronel de infantería en el ejército Confederado regular el 16 de marzo, y luego comandó brevemente las fuerzas en y alrededor de Norfolk, Virginia. El 22 de mayo fue nombrado general de brigada en la milicia del estado, y al día siguiente tomó el mando del Departamento de Norfolk, con responsabilidades defensivas en Carolina del Norte y el sur de Virginia, con su cuartel general ubicado en Norfolk. En algún momento de ese mes de junio también fue comisionado como brigadier en el Ejército Provisional de Virginia, sin embargo, Huger ingresó a las fuerzas voluntarias confederadas el 17 de junio como general de brigada. Más tarde, el 7 de octubre, fue ascendido al rango de general de división.

### La isla de Roanoke y la pérdida de Norfolk

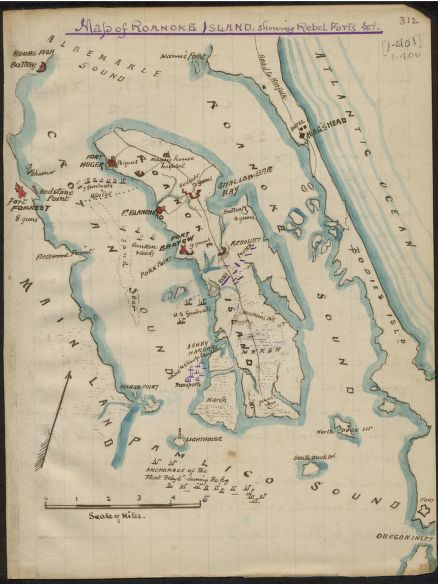
Mapa de las defensas de la Confederación durante la Batalla de Roanoke Island de 1862

A principios de 1862, las fuerzas del Ejército de la Unión y de la Armada se acercaron a la costa de Carolina del Norte-Virginia y a la zona de responsabilidad de Huger. En Roanoke Island, su subordinado, el general de brigada Henry A. Wise, le pidió a Huger una variedad de suministros, municiones, artillería de campo y, lo que es más importante, hombres adicionales, por temor a un ataque a sus defensas inacabadas. En la respuesta de Huger a Wise le pidió que confiara en "el trabajo duro y la frialdad entre las tropas que tienes, en lugar de más hombres". Finalmente, el presidente confederado Jefferson Davis ordenó a Huger que enviara ayuda al área de Roanoke Island, pero resultó ser demasiado tarde. El 7 y 8 de febrero el oficial de bandera Louis M. Goldsborough y sus cañoneras desembarcaron la infantería del general de brigada Ambrose E. Burnside, iniciando la batalla de Roanoke Island. Huger, con unos 13 000 soldados, no logró reforzar a los comandantes inmediatos allí, un enfermo Wise con el coronel H. M. Shaw, y Burnside rápidamente eliminó la resistencia confederada siendo obligado a rendirse.
Cuando las noticias de la caída de Roanoke Island llegaron a la población de Norfolk, rápidamente entraron en pánico y dieron la alarma a Richmond. El historiador militar Shelby Foote creyó que esta pérdida "...sacudió la confianza que los ciudadanos habían logrado mantener en Huger, quien fue responsabilizado de su defensa". El 27 de febrero, el presidente Davis declaró la ley marcial en Norfolk y suspendió el derecho de habeas corpus, intentando recuperar el control, y dos días después hizo lo mismo en Richmond.
Debido a la combinación de la acción naval en Elizabeth City el 10 de febrero, la batalla de New Bern el 14 de marzo, la batalla de South Mills el 19 de abril y otros desembarcos de la Unión durante la Campaña de la Península, las autoridades confederadas determinaron que Huger no podía retener Norfolk. El 27 de abril, el general Joseph E. Johnston le ordenó abandonar el área, rescatando de Gosport Navy Yard todo el equipo utilizable que pudo, y unirse al ejército principal. El 1 de mayo Huger comenzó a evacuar a sus hombres y ordenó la destrucción por fuego de los astilleros navales tanto en Norfolk como en el cercano Portsmouth. Diez días después, las fuerzas de la Unión ocuparon Gosport Yards. El historiador militar Webb Garrison, Jr. creía que Huger no había abandonado el área correctamente, y declaró: "...la evacuación de Norfolk fue manejada mal por el general confederado Benjamin Huger, demasiada propiedad quedó intacta". También se perdió como resultado el famoso buque de guerra Ironclad CSS Virginia, hundido por su propia tripulación cuando no pudo permanecer en el río James, pasar por encima de las fuerzas navales de la Unión en su desembocadura, ni sobrevivir en el mar aunque lograra pasar. La Unión controlaría las instalaciones de Norfolk durante el resto de la guerra, y el Congreso Confederado pronto comenzó a investigar el papel de Huger en la derrota en la isla de Roanoke. Llevó a sus soldados a Petersburg, donde permaneció hasta que Johnston los convocó a finales de mayo.

### Campaña de la Península

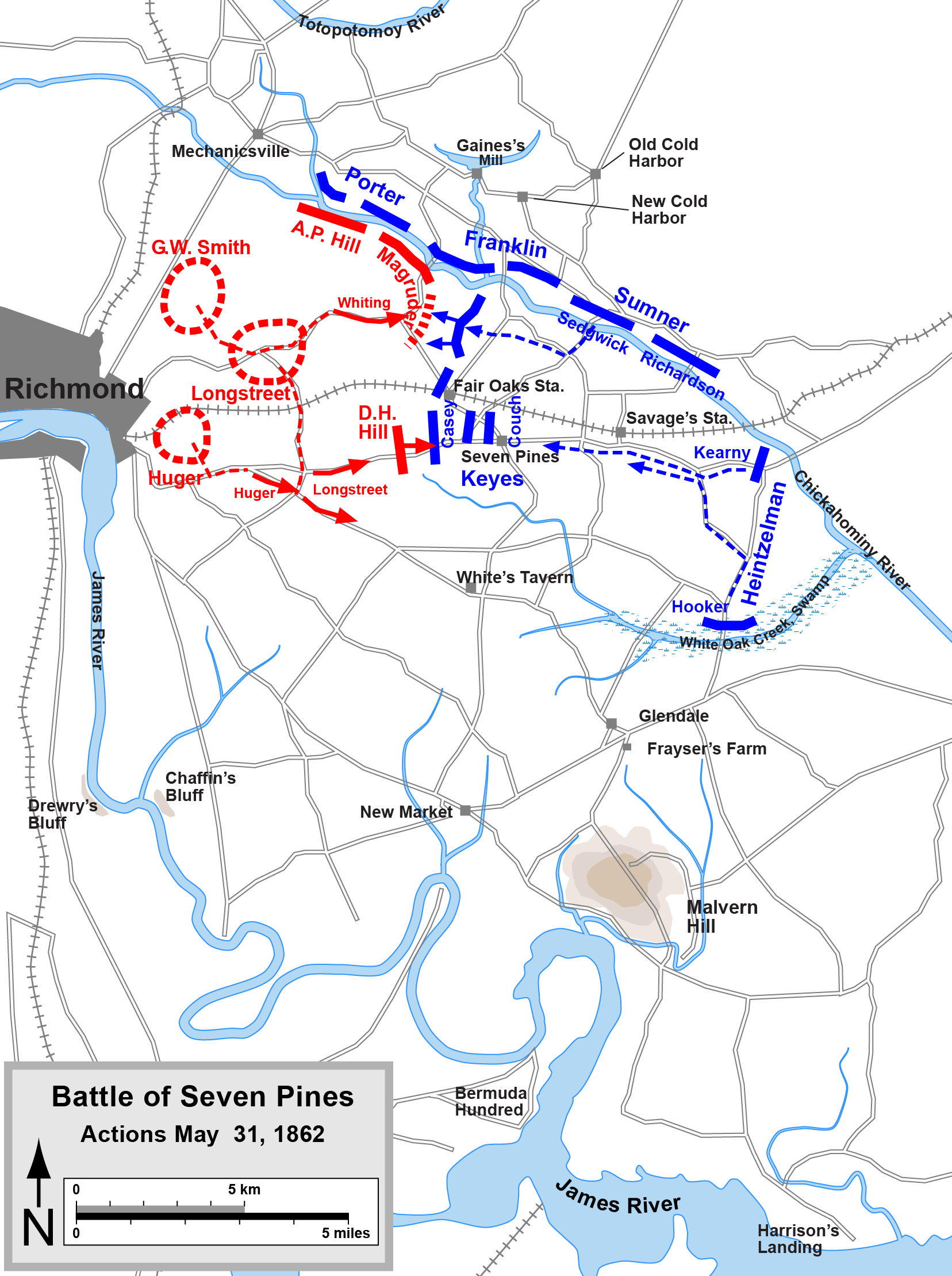
1862 Batalla de Seven Pines

El presidente confederado Jefferson Davis asignó a Huger al mando de la división bajo el mando del general Johnston dentro del Ejército de Virginia del Norte. Su comando retrocedió con el cuerpo principal cuando Johnston se retiró hacia Richmond, y luego participó en la batalla de Seven Pines el 31 de mayo y el 1 de junio de 1862.
Según el plan de batalla de Johnston, las tres brigadas de Huger fueron puestas bajo el mando del general de división James Longstreet como apoyo, pero Huger nunca fue notificado de esto. El 1 de junio, mientras movía a sus hombres hacia la lucha, su marcha fue bloqueada por las columnas de Longstreet -que habían tomado un camino incorrecto- y se detuvo. Huger encontró a Longstreet, le preguntó sobre el retraso, y por primera vez comprendió su papel y la relación de mando. Huger preguntó entonces si él o Longstreet era el oficial superior y se le dijo que era Longstreet, lo cual aceptó como cierto aunque no lo era. Este retraso y las instrucciones de Longstreet de esperar órdenes impidieron que la división de Huger apoyara el avance a tiempo y obstaculizaron el ataque de la Confederación en general. En su informe oficial de la batalla de los Siete Pinos, Longstreet culpó injustamente a Huger por la acción menos que exitosa, quejándose de su tardanza el 31 de mayo, pero sin relacionar la razón del retraso. En una carta privada a un Johnston herido escrita el 7 de junio, Longstreet declaró:

La falta del éxito completo el sábado [31 de mayo], lo atribuyo a los movimientos lentos del comando del general Huger..... No puedo evitar pensar que un despliegue de sus fuerzas en el flanco izquierdo del enemigo, por el general Huger, habría completado el asunto.... Los hombres lentos están un poco fuera de lugar en el campo.
James Longstreet

Una vez que se enteró de que había sido criticado y culpado, Huger le pidió a Johnston que investigara; sin embargo, esto fue rechazado. Luego le pidió al presidente Davis que ordenara un consejo de guerra, pero, aunque aprobado, nunca tuvo lugar. Escribiendo después de la guerra, Edward Porter Alexander declaró, refiriéndose a Huger, "En efecto, es casi trágica la forma en que se convirtió en el chivo expiatorio de esta ocasión".

### Los Siete Días

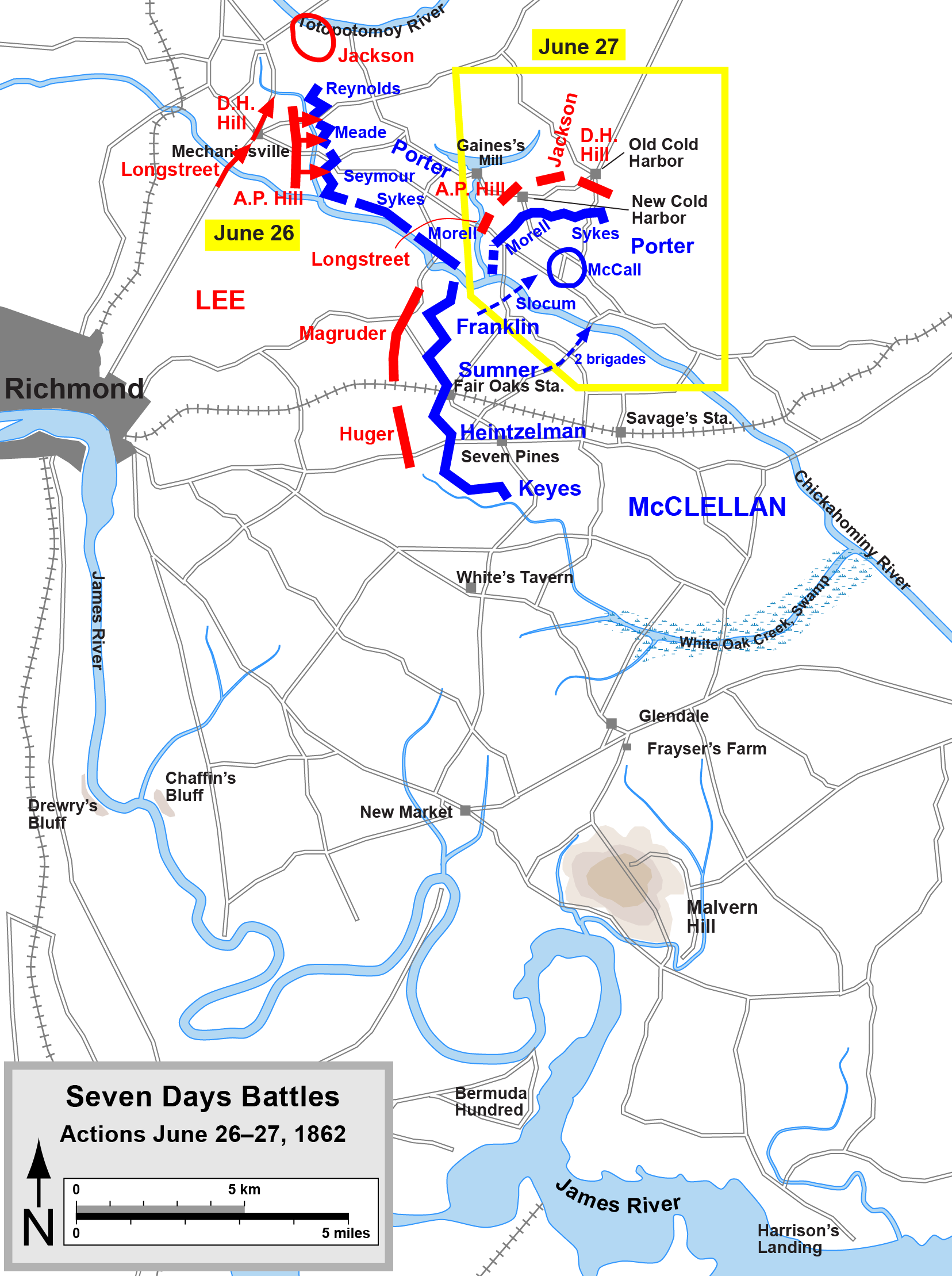
Batallas de los Siete Días, acciones del 26-27 de junio de 1862

Huger participó en varias de las batallas de los siete días con el ejército del norte de Virginia, ahora bajo el mando del general Robert E. Lee, quien reemplazó al herido Johnston el 1 de junio. Lee planeó una ofensiva a finales de junio contra un cuerpo aislado del ejército de la Unión con la mayor parte de su ejército, dejando menos de 30 000 hombres en las trincheras de Richmond para defender la capital confederada. Esta fuerza consistía en las divisiones de los mayores generales John B. Magruder, Theophilus H. Holmes y Huger. Durante la batalla de Oak Grove el 25 de junio, su parte de la línea fue atacada por dos divisiones del III cuerpo de la Unión  lideradas por Joseph Hooker y Philip Kearny. Cuando parte del asalto se ralentizó en terreno escabroso, Huger aprovechó la confusa y desigual línea de la Unión y contraatacó con la brigada del general de brigada Ambrose R. Wright. Después de rechazar la carga, otra fuerza de la Unión atacó a Huger, pero también se detuvo antes de llegar a la línea. La Batalla de Oak Grove le costó a Huger 541 hombres muertos y heridos, mientras infligía 626 bajas totales al ejército de la Unión.
Lee continuó ordenando a su ejército que persiguiera y destruyera las fuerzas de la Unión. Después de la acción en Oak Grove, retiró gran parte de la defensa de Richmond y la agregó a la persecución, incluyendo la división de Huger. El 29 de junio, Magruder pensó que su posición iba a ser atacada por un número abrumador de infantería y pidió refuerzos. Lee envió dos brigadas de la división de Huger en respuesta con instrucciones de que fueran devueltas a las 2 p. m. si Magruder no era atacado para entonces. La hora señalada llegó y pasó, los hombres de Huger fueron enviados de vuelta, y más tarde ese mismo día Magruder "sin entusiasmo" luchó solo en la batalla de Savage Station. Incluso sin esas dos brigadas, Huger llegó tarde a su posición asignada el 29 de junio, contramarchando innecesariamente y acampando su mando sin enfrentarse al enemigo. Al día siguiente, Huger recibió la orden de ir a Glendale, pero se retrasó debido a la retirada de las fuerzas de la Unión, que habían cortado los árboles para dificultar la persecución, y también por el terreno que permitía fácilmente emboscadas. Intentando seguir por la carretera de Charles City hasta su destino, Huger hizo que sus hombres abrieran un nuevo camino a través del bosque con hachas. Esto ralentizó aún más su avance, mientras que los otros comandos confederados esperaban a que entrara en combate. Huger informó a Lee de la demora simplemente diciendo que su marcha fue "obstruida" sin más descripción.
Alrededor de las 2 de la tarde, la brigada principal de Huger bajo el mando del general de brigada William Mahone recorrió una milla de largo alrededor de los obstáculos de la Unión, ganando la llamada "batalla de las hachas" y continuó acercándose a Glendale. Allí vio la división de 6000 hombres del general de brigada Henry W. Slocum dispuesta para bloquear su camino. Huger ordenó que una de sus baterías de artillería disparara a esta posición de la Unión a las 2:30 p. m., pero las armas de Slocum respondieron rápidamente, y Huger sacó a sus 9000 hombres del camino y los llevó al bosque después de sufrir algunas bajas. A pesar de superar en número a la división de la Unión, Huger no hizo más intentos para llegar a Glendale. Sin embargo, sus pocos disparos de artillería fueron interpretados por los otros confederados como la señal para atacar, encendiendo la batalla de Glendale, aunque Huger y su comando no tomaron parte en la lucha y acamparon.

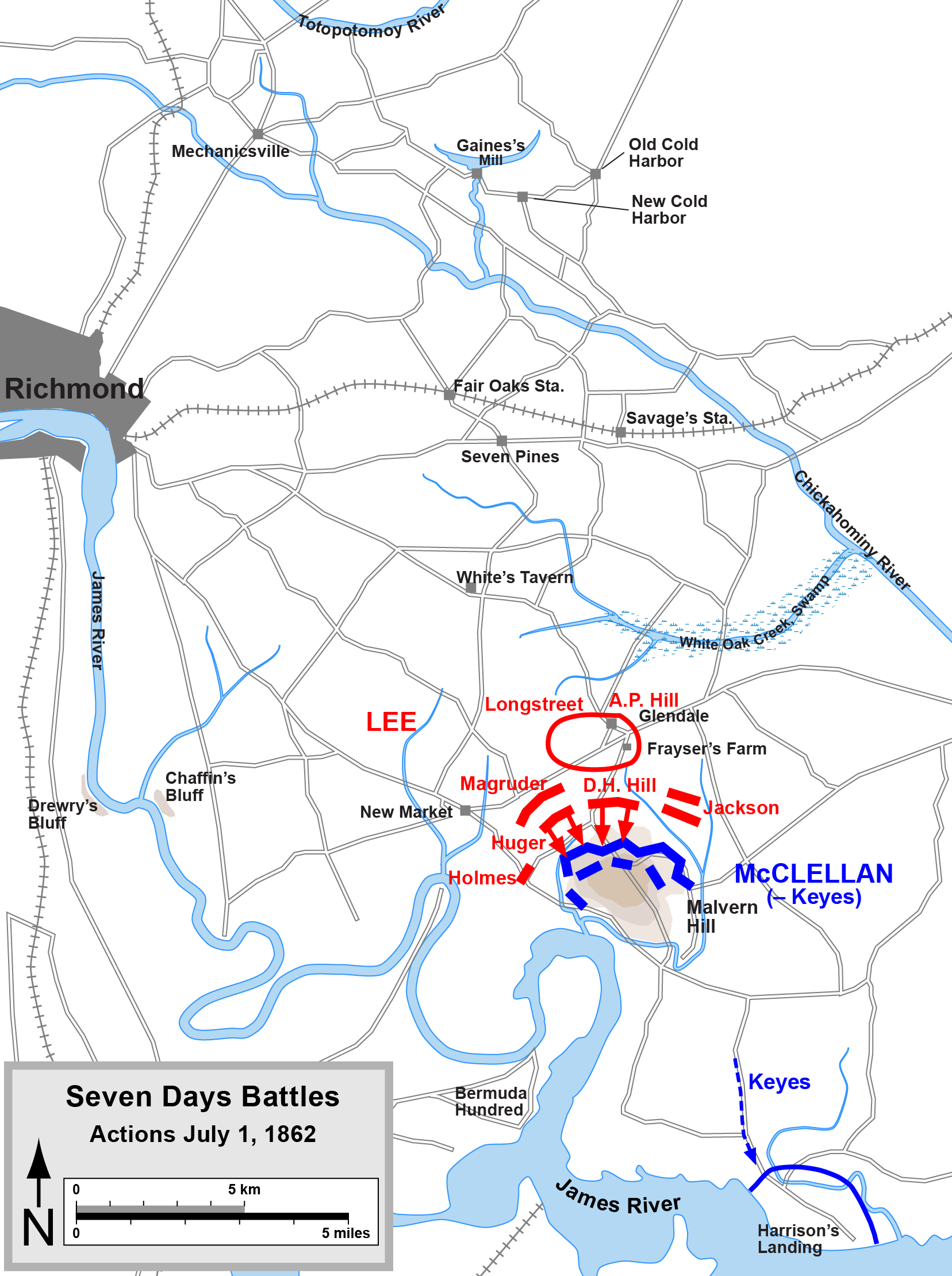
Batalla de Malvern Hill, 1 de julio de 1862; la última batalla de Huger durante la guerra.

Al día siguiente, el 1 de julio, resultó ser la última intervención de Huger con el ejército de Virginia del Norte, así como su último comando de campo en la guerra. Su división fue dirigida hacia las fuerzas de la Unión en Malvern Hill sin un objetivo definido, ya que se le dijo que Lee "lo colocaría donde más se necesita" en contra de la posición federal. Debido a que Magruder había llevado erróneamente su mando lejos de la batalla, Huger tomó su lugar a la derecha de la Confederación, justo al norte de la "Casa de la Tripulación", con la división del mayor general D.H. Hill a su izquierda. Para dar a su infantería la oportunidad de cargar y romper la línea de la Unión, Lee ordenó una descarga de artillería concentrada en Malvern Hill. Una de las brigadas de Huger, dirigida por el general de brigada Lewis Armistead, fue enviada a determinar si la andanada tuvo el efecto deseado y comenzar el asalto. Sin embargo, antes de que el cañoneo pudiera comenzar, la artillería de la Unión disparó primero y eliminó la mayoría de los cañones confederados. Poco después de las 2:30 p. m. Armistead atacó de todos modos, y aunque sus hombres hicieron algunos progresos, no logró penetrar la fuerte posición defensiva. Otras unidades confederadas progresaron menos y sufrieron grandes bajas, y alrededor de las 4 p. m. Magruder llegó y puso dos brigadas —aproximadamente un tercio de su mando— detrás de Armistead, pero también se retiró con grandes pérdidas. Dos brigadas más de Huger lideradas por los generales de brigada Ambrose R. Wright y Mahone, cerca de 2500 hombres, siguieron a Armistead hacia Malvern Hill. Tomando artillería e infantería de la Unión a medida que avanzaban, los hombres de Huger disminuyeron la velocidad y luego se detuvieron, encontrando un lugar protegido en un acantilado cercano. Habían luchado a unos 70 m de la línea de la Unión. La última brigada de Huger, al mando del general de brigada Robert Ransom logró llegar a menos de 18 m a las 6 p. m., pero también retrocedió después de recibir grandes bajas en lo que fue la derrota de la Confederación.
Después de la Campaña de la Península de 1862, el general Lee comenzó a reorganizar su ejército y a eliminar a los comandantes de división ineficaces, incluyendo a Huger. Sus acciones desde que se unió al ejército "dejaron mucho que desear" según el biógrafo militar Ezra J. Warner. Otros historiadores también han criticado a Huger a lo largo de este tiempo: Brendon A. Rehm resumió su desempeño en la batalla como "no notablemente exitoso" y John C. Fredriksen declaró que Huger estaba "letárgico" durante Seven Pines así como que se movía "perezosamente" durante las batallas de los Siete Días. Además, el Congreso Confederado responsabilizó a Huger de la derrota en Roanoke Island y también parece que su dilatoria actuación se debió a su edad bastante avanzada; con casi 57 años, estaba muy por encima de la edad promedio de la mayoría de los oficiales de campo. Como resultado, Huger fue relevado del mando el 12 de julio de 1862 junto con el general de división Theophilus Holmes, otro viejo e ineficaz comandante de división y se ordenó que ese otoño sirviera en el Departamento de Trans-Misisipi.

### Servicio Trans-Misisipi
Después de las batallas de los Siete Días Huger fue asignado como inspector general Adjunto de artillería y munición para el ejército del Norte de Virginia. Ocupó este cargo desde su relevo el 12 de junio hasta agosto, cuando fue enviado al Departamento Confederado Trans-Misisipi. Considerado demasiado viejo para el mando de campo, pasaría el resto de la guerra en tareas administrativas. Huger fue nombrado inspector de artillería y munición del departamento el 26 de agosto, y luego fue ascendido al mando de toda la artillería del departamento en julio de 1863. Esta posición la mantuvo hasta el final de la Guerra Civil en 1865, cuando se rindió junto con el general Edmund Kirby Smith y el resto de las fuerzas de la Confederación en el Trans-Misisipi. Huger salió en libertad condicional de Shreveport, Luisiana, el 12 de junio de ese mismo año y regresó a la vida civil.
El servicio Trans-Mississippi de Huger en puestos de trabajo ha sido valorado positivamente por los historiadores. Ezra J. Warner piensa que esta área del servicio militar era "su propia esfera" y resumió el desempeño general de Huger allí como: "Estas tareas las cumplió enérgica y fielmente hasta el final de la guerra, la mayor parte del tiempo en el servicio de Trans-Mississippi". De la misma manera, John C. Fredriksen afirma: "Funcionó bien en este cargo hasta 1863, cuando llegó a ser jefe de artillería en el departamento de Trans-Mississippi hasta el final de la guerra".

## Postguerra
Después de la guerra, Huger se convirtió en granjero en Carolina del Norte y luego en el condado de Fauquier, Virginia, y finalmente regresó con problemas de salud a su casa en Charleston, Carolina del Sur. También fue miembro del Club Azteca de 1847, un club social formado justo después de la guerra entre México y Estados Unidos por oficiales del ejército. Huger fue su vicepresidente de 1852 a 1867. Murió en Charleston en diciembre de 1877 y fue enterrado en el cementerio de Green Mount ubicado en Baltimore, Maryland.